# Tczewskie Łąki
Tczewskie Łąki – wieś kociewska w Polsce położona w województwie pomorskim, w powiecie tczewskim, w gminie Tczew na pograniczu kociewsko-żuławskim nad Motławą.
W latach 1975–1998 miejscowość administracyjnie należała do województwa gdańskiego.